# ヨーロッパアナゴ
ヨーロッパアナゴ（Conger conger）は、ノルウェー、アイスランドからセネガルにかけての大西洋東部及び地中海、黒海で見られるアナゴ科の魚の一種。

## 形態
平均全長は1.5 m、体重は25 kg。最大で全長3 m、体重110 kgに達し、ウナギ目としては世界最重量である。雌は全長2 m、雄は1.2 mで性成熟する。
体は細長く、鱗は無い。体色は黒か灰色で、腹は白い。側線に沿って小さな白い斑点が並ぶ。頭部は円錐形で、わずかに凹む。吻は丸く、側面に鼻孔がある。歯は円錐形で、列に並んでいる。背鰭と尻鰭は尾鰭と融合しており、胸鰭はあるが腹鰭は無い。

## 分布・生息地
ノルウェー、アイスランドからセネガルまでの大西洋東部、および地中海と黒海に分布する。生息水深は0 - 500 mで、水深1170 mまで潜ることもある。若い個体は海岸近くの岩場に生息し、成魚は深海に移動する。

## 生態
岩の間を巣穴とする。夜行性であり、夜になると外に出てくる。主に魚、頭足類、甲殻類を捕食し、生死にかかわらず食べる。大型個体は気性が荒く、人に怪我を負わせることもある。
5 - 15歳で生殖器が大きくなり、骨格が減り、歯が抜け落ちる。雌は雄よりも大型に成長する。産卵場所はよく分かっていない。雌は数百万個の卵を産み、産卵後には雌雄ともに死ぬ。幼生は浅い海に戻り、そこで成熟する。

## シノニム
- Anguilla conger (Linnaeus, 1758)
- Anguilla obtusa Swainson, 1839
- Conger communis Costa, 1844
- Conger niger (Risso, 1810)
- Conger rubescens Ranzani, 1840
- Conger verus Risso, 1827
- Conger vulgaris Yarrell, 1832
- Leptocephalus candidissimus Costa, 1832
- Leptocephalus conger (Linnaeus, 1758)
- Leptocephalus gussoni Cocco, 1829
- Leptocephalus inaequalis Facciolà, 1883
- Leptocephalus lineatus Bonnaterre, 1788
- Leptocephalus morrisii Gmelin, 1789
- Leptocephalus pellucidus (Couch, 1832)
- Leptocephalus spallanzani Risso, 1810
- Leptocephalus stenops Kaup, 1856
- Leptocephalus vitreus Kölliker, 1853
- Muraena conger Linnaeus, 1758
- Muraena nigra Risso, 1810
- Ophidium pellucidum Couch, 1832
- Ophisoma obtusa (Swainson, 1839)